# 劉承勳
劉承勳（？—951年），后汉高祖刘知远幼子。
后汉建立授刘承勋右卫大将军。兄长刘承祐嗣位为隐帝，加刘承勋检校太尉、同平章事，遥领兴元府尹，改名刘勋。不久他代替侯益为开封府尹，进位检校太师、兼侍中。乾祐三年（950年）冬十一月，隐帝被杀，军人欲立刘承勋为嗣。当时刘承勋病重，大臣、诸将请候刘承勋起居，太后令人用卧榻抬着他出来见人，诸将一见，知道刘承勋不能痊愈，所以议立刘知远养子也是刘知远亲侄的刘赟。后周广顺元年（951年）春，刘承勋卒。周太祖郭威下诏封为陈王。

## 延伸阅读
[在维基数据编辑]
 《舊五代史·卷105》，出自薛居正《舊五代史》
 《新五代史·卷18》，出自歐陽修《新五代史》